# Lunca Merilor, Alba
Lunca Merilor este un sat în comuna Bistra din județul Alba, Transilvania, România.